# 域多利精神病院

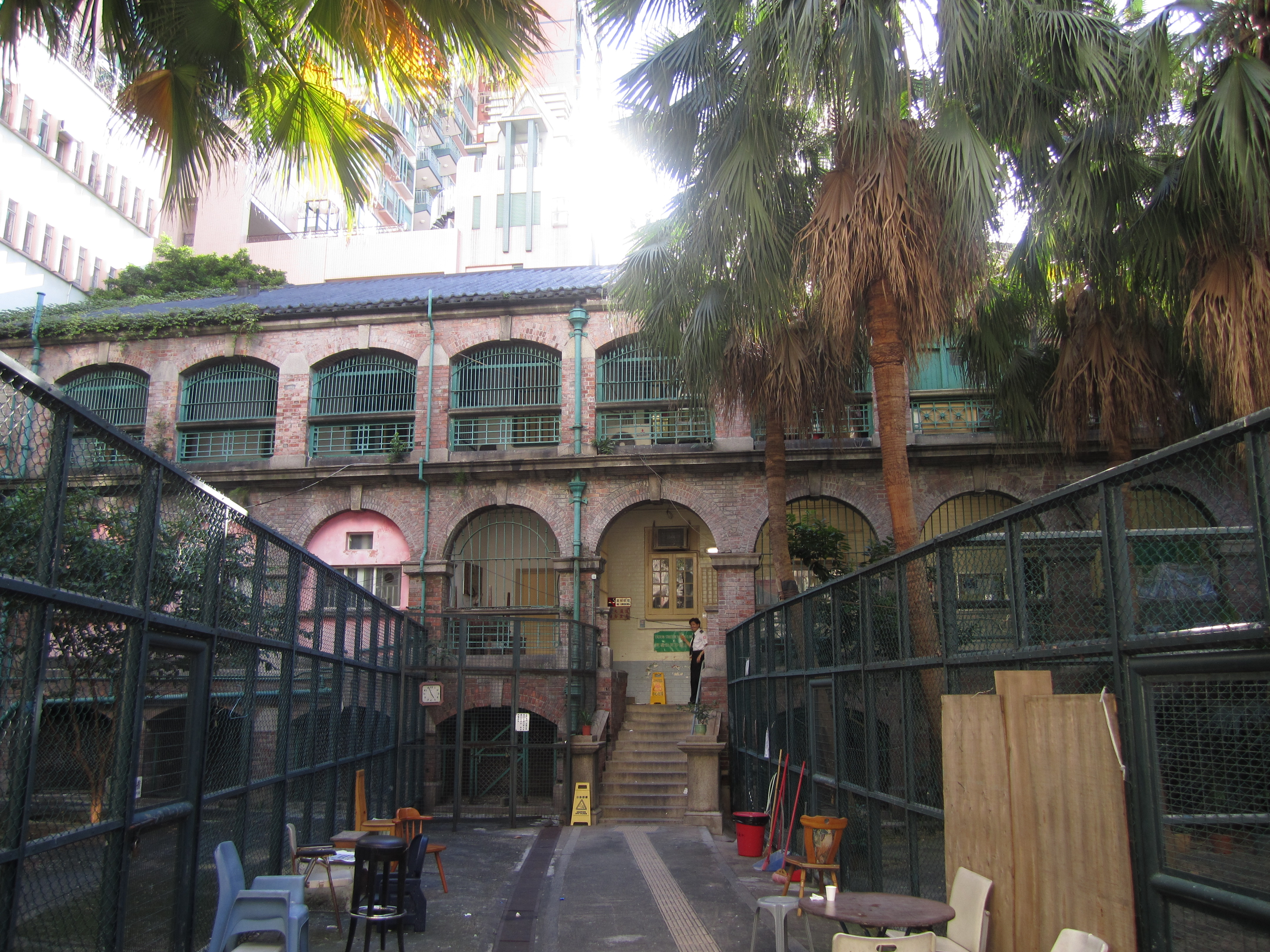
舊華人精神病院主樓

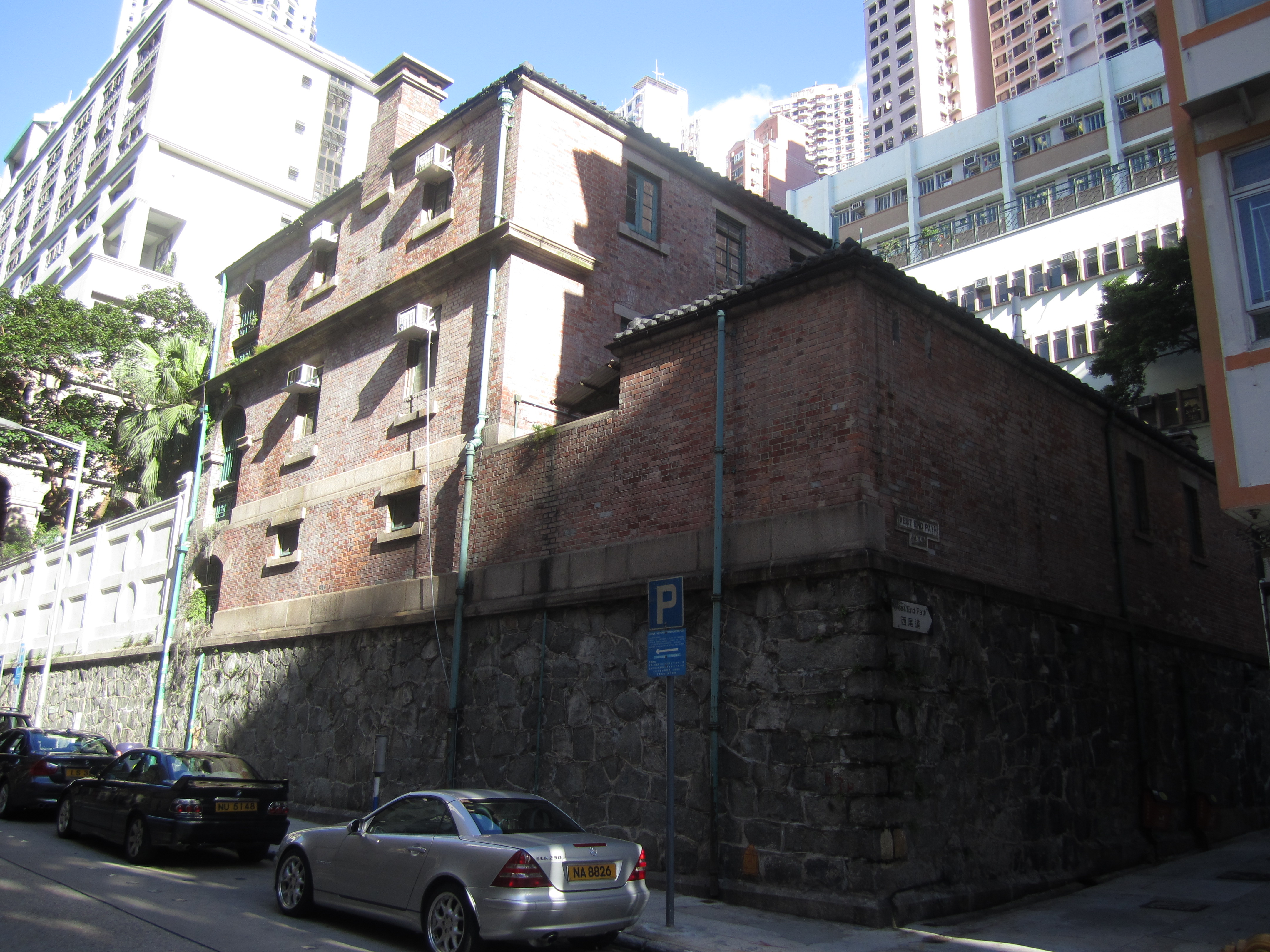
舊華人精神病院主樓側面及職員宿舍

域多利精神病院，是一所位於香港西營盤東邊街的早期精神病院，於1906年由香港神經病院（1884年設立）和華人精神病院（1891年設立，Old Lunatic Asylum）合併而成。域多利精神病院於1961年關閉，原精神病院建築物被拆卸，僅華人精神病院主樓及職員宿舍得以保留。
建於1920年代、三層高的舊華人精神病院主樓是香港碩果僅存的新喬治時代建築，這類建築在當時相當普遍，但現存數量已不多，它與隔鄰的職員宿舍被列為二級歷史建築。建築物於1972年起改作美沙酮診所。

## 歷史
1875年之前，香港的外籍精神病人會被禁錮於域多利監獄；華籍病人則囚禁於東華醫院的「癲人房」內。當時，香港政府認為需要另設地方供精神病人，於是在荷李活道和鴨巴甸街交界一間破屋改建為臨時神經病院（現今地址是PMQ元創方）。至1884年，在西營盤東邊街興建一所精神病院（現戴麟趾康復中心的位置）。1891年，首間專為華人而設精神病院亦於隔鄰近高街交界開設，病院樓高三層。
1906年，香港立法局通過對待瘋癲者的法例，將兩院合併為域多利精神病院。1930年代末，隨著域多利精神病院不敷應用，政府便徵用附近的國家醫院外籍護士宿舍（今西營盤社區綜合大樓），作為女子精神病院，於1941年啟用。
香港重光後，域多利精神病院恢復運作。至1961年，新界屯門區的青山醫院啟用，取代域多利精神病院。
原香港神經病院拆卸，改建成戴麟趾康復中心。華人精神病院的得以保留，初期地下改為麻瘋病診所，一樓改為霍亂病院，1972年起改為美沙酮診所。

## 外部連結
- 舊精神病院立面-法定古蹟-古物古蹟辦事處 （页面存档备份，存于）